# ジェットのロジャー
ジェットのロジャー（原題 ：Roger Ramjet：ロジャー ラムジェット）とは、1965年から1969年にかけて放送されたアメリカ合衆国のテレビアニメ。本作はとてもシンプルで、猛烈なペース、子供だけでなく大人向けとしても知られるポップカルチャーなものだった。アメリカのカートゥーンネットワークで1996年から1998年まで放送された際、セカンドライフを獲得している。日本では1967年4月3日から1968年6月14日までTBSテレビで放送された（平日17時30分 - 17時35分）。テーマソングは「ヤンキードゥードゥル」の替え歌（作詞 - ポール・シャイヴ）。

## ストーリー
G.I.ブラスボトム大佐の任務に就いたロジャー隊長。様々な敵と捕まってさあ大変！彼の相棒の乗組員であるアメリカン・イーグルス：日本版アニメでは荒鷲隊（ヤンキー、ドゥードゥル、ダン、ディー）よ、隊長を救助し、悪者たちをやっつけろ！

## キャラクター
ロジャー・ラムジェット
声 - ゲイリー・オーウェンズ
ヤンキー
声 - ディック・ビールス
ドゥードゥル
声 - ジーン・モス
ダン
声 - ディック・ビールス
ディー
声 - ジョアン・ガーバー
G.I.ブラスボトム大佐
声 - ボブ・アルボガスト
ナレーター
声 - デヴィッド・ケッチャム